# Districte de Gjilani
El districte de Gjilani (en albanès: Rajoni i Gjilanit; en serbi: Гњилански округ, romanitzat: Gnjilanski okrug) és un dels set districtes (les divisions administratives de nivell superior) de Kosovo, establert per l'ONU el 1999 i des de llavors ha estat sota l'administració de la UNMIK.
La seva capital és la ciutat de Gjilani.

## Municipis
El districte de Gjilani té un total de 6 municipis amb 287 nuclis habitats:
| Municipi             | Població (2011) | Superfície (km²) | Densitat (km²) | Nuclis |
| -------------------- | --------------- | ---------------- | -------------- | ------ |
| Gjilani              | 90.015          | 385              | 233,8          | 54     |
| Viti                 | 46.959          | 278              | 168,9          | 39     |
| Kamenica             | 35,600          | 423              | 84.2           | 58     |
| Ranilug              | 3.866           | 78               | 49,6           | 13     |
| Klokot               | 2.556           | 24               | 106,5          | 4      |
| Parteš               | 1.787           | 18               | 99,3           | 3      |
| Districte de Gjilani | 180.783         | 1,206            | 149,9          | 287    |